# Hernalser Friedhof

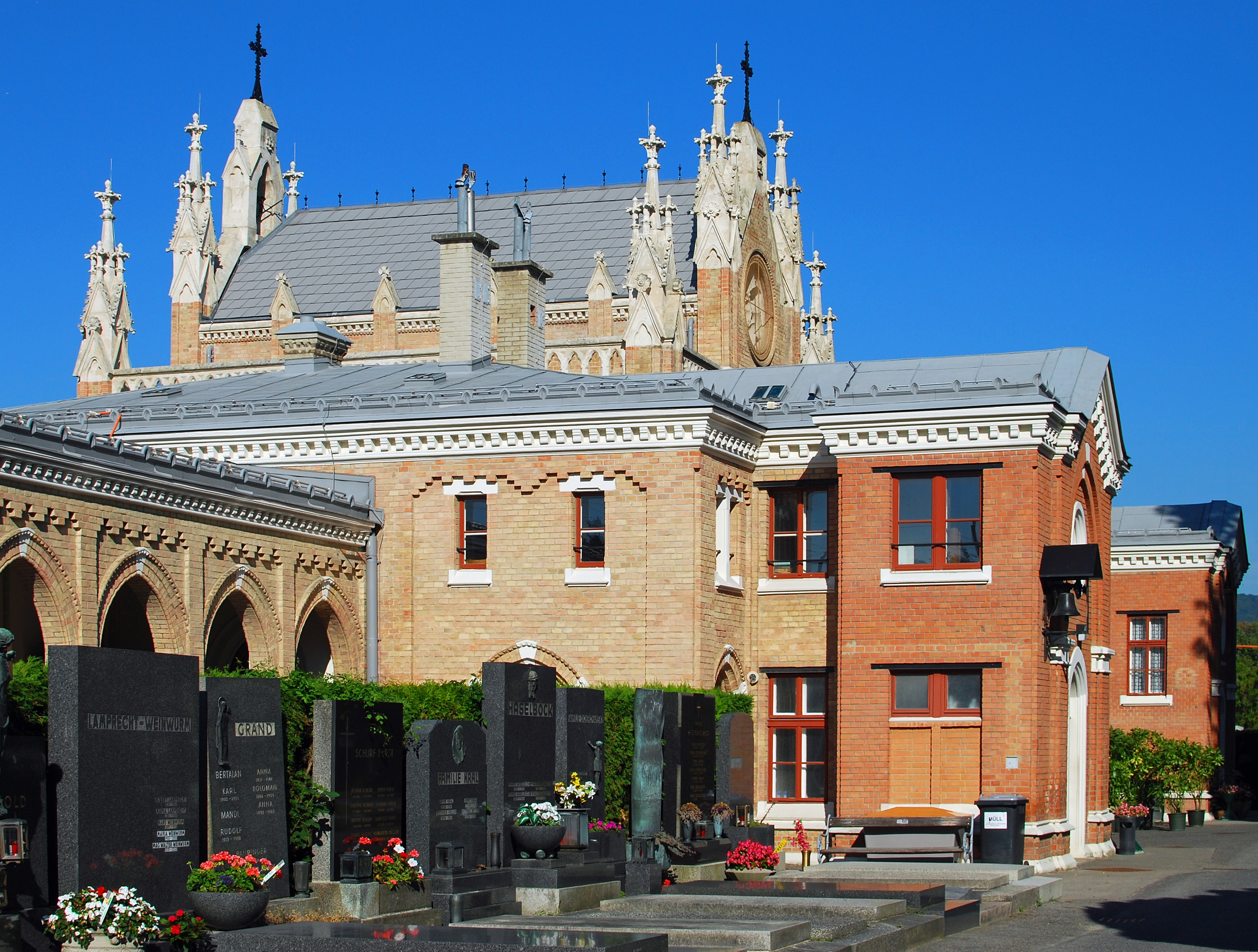
Verwaltungsgebäude

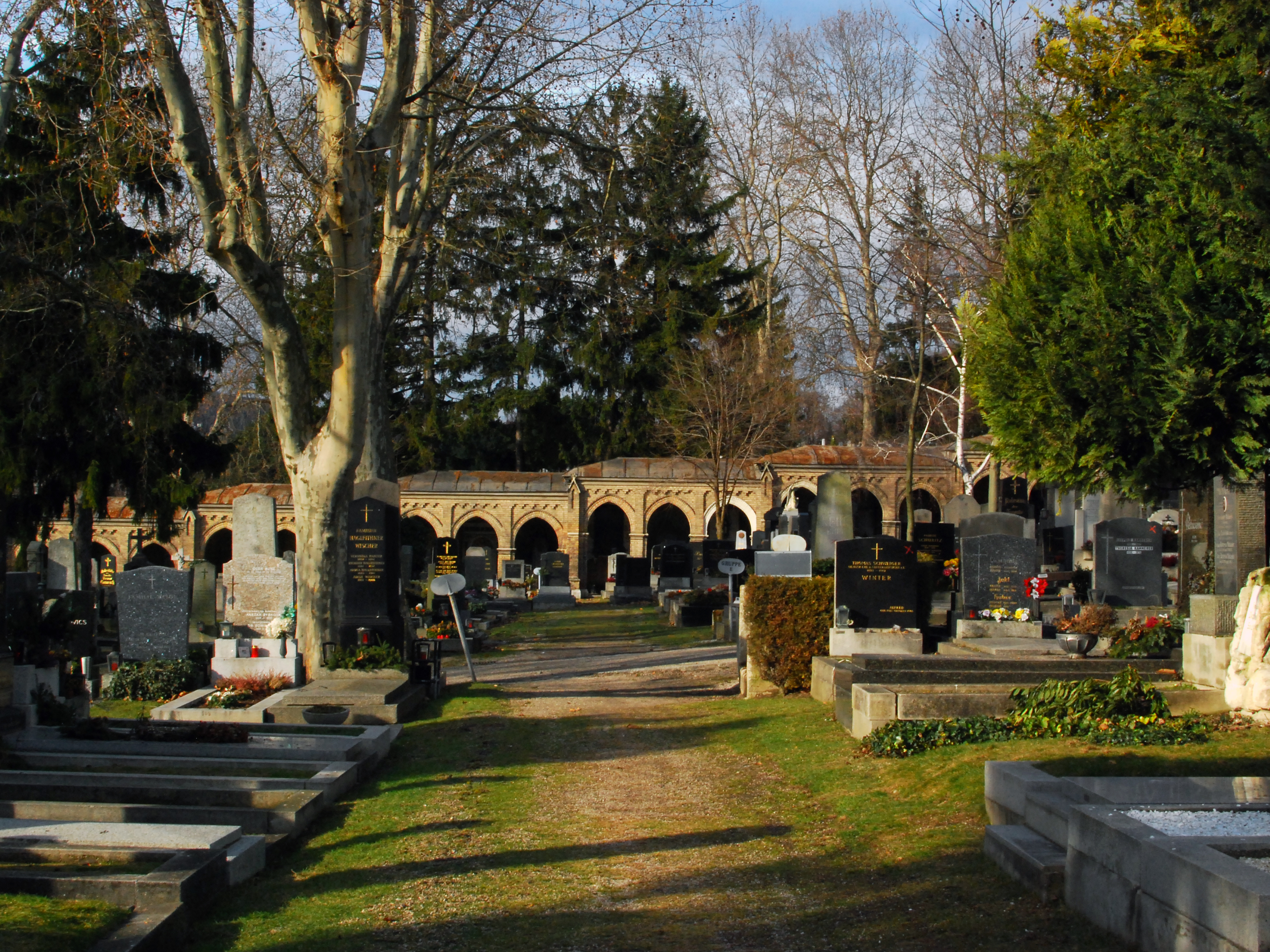
Blick auf den Friedhof Hernals

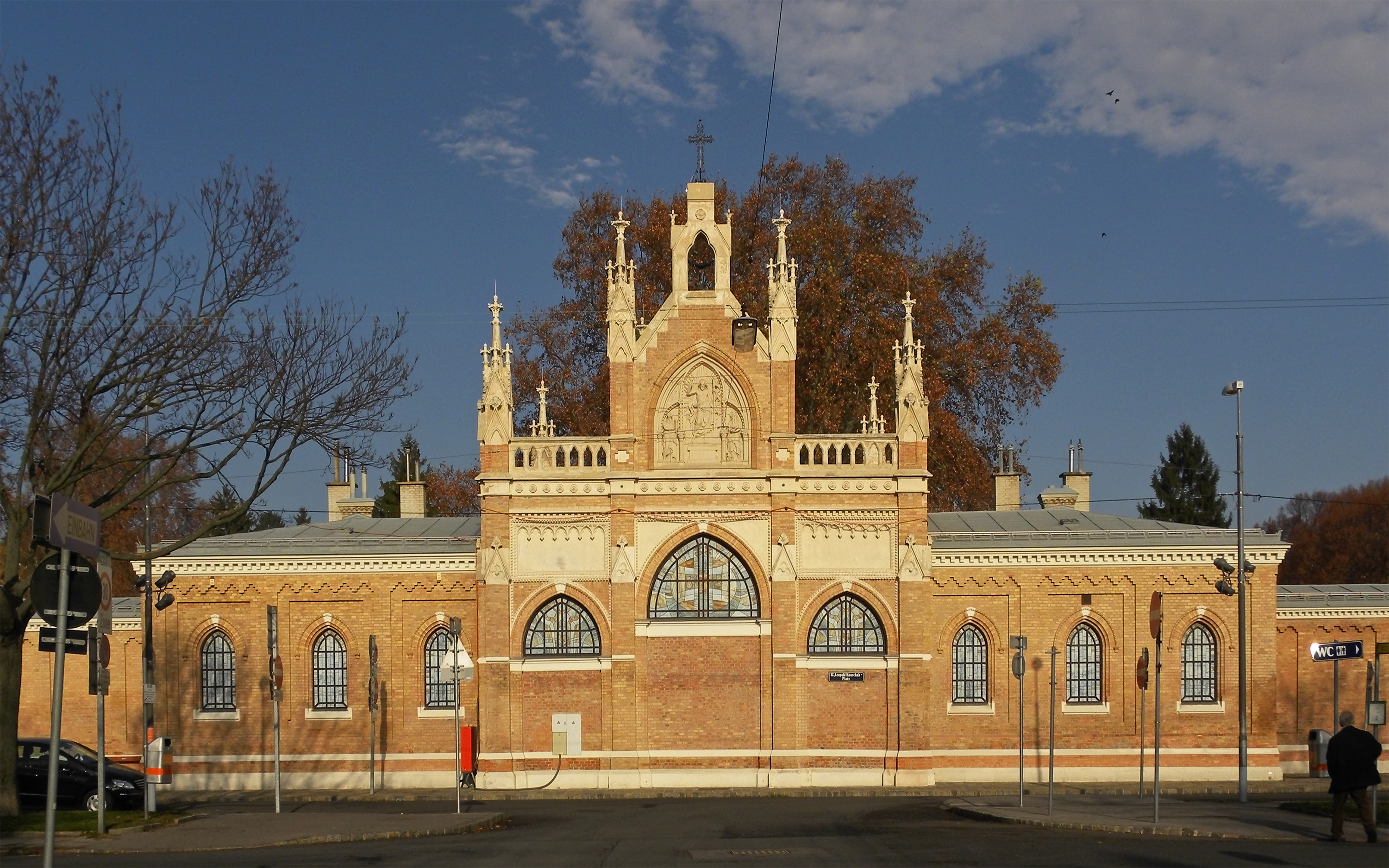
Hauptgebäude des Friedhofs Hernals

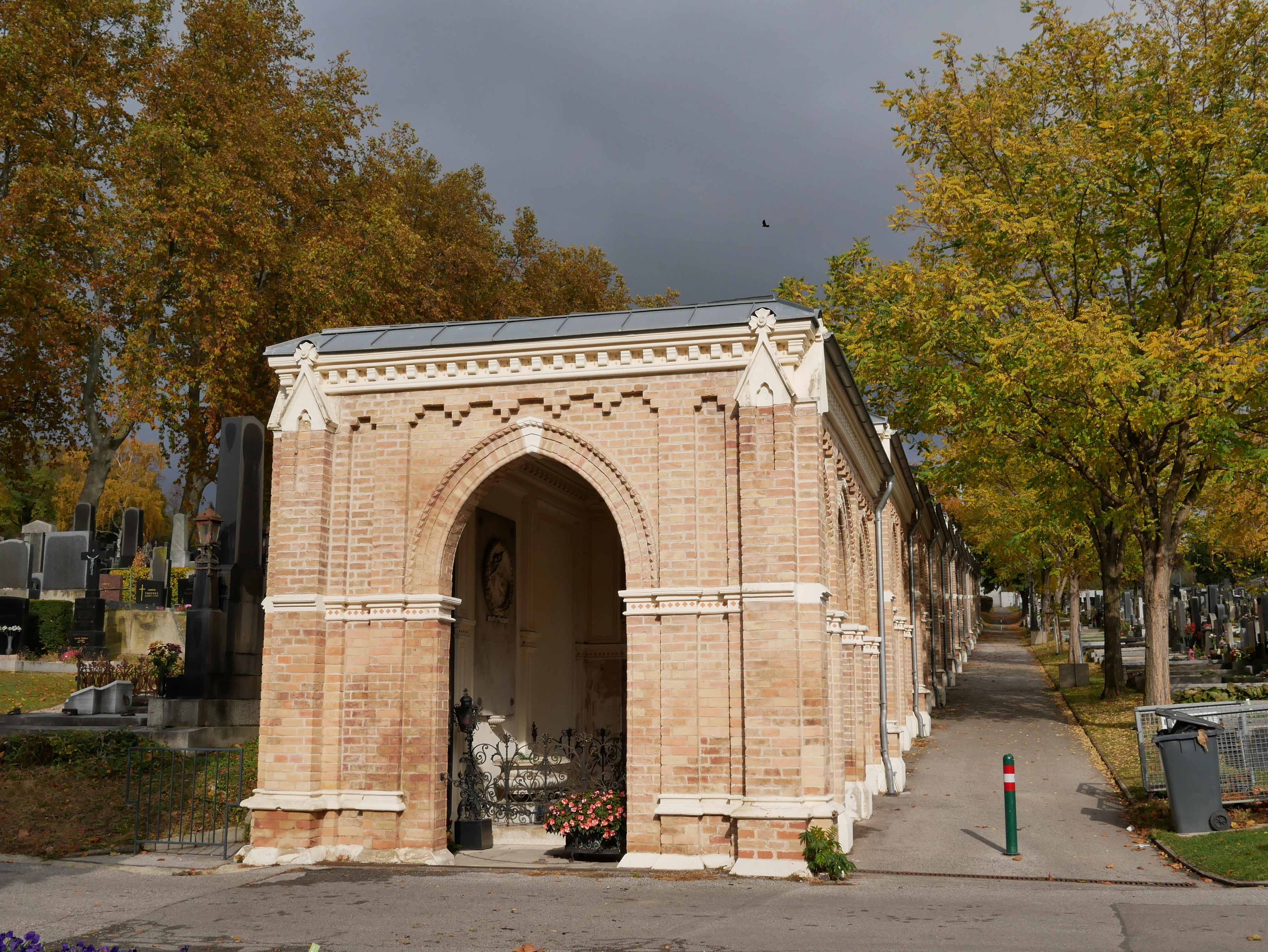
Westliche Arkadenreihe

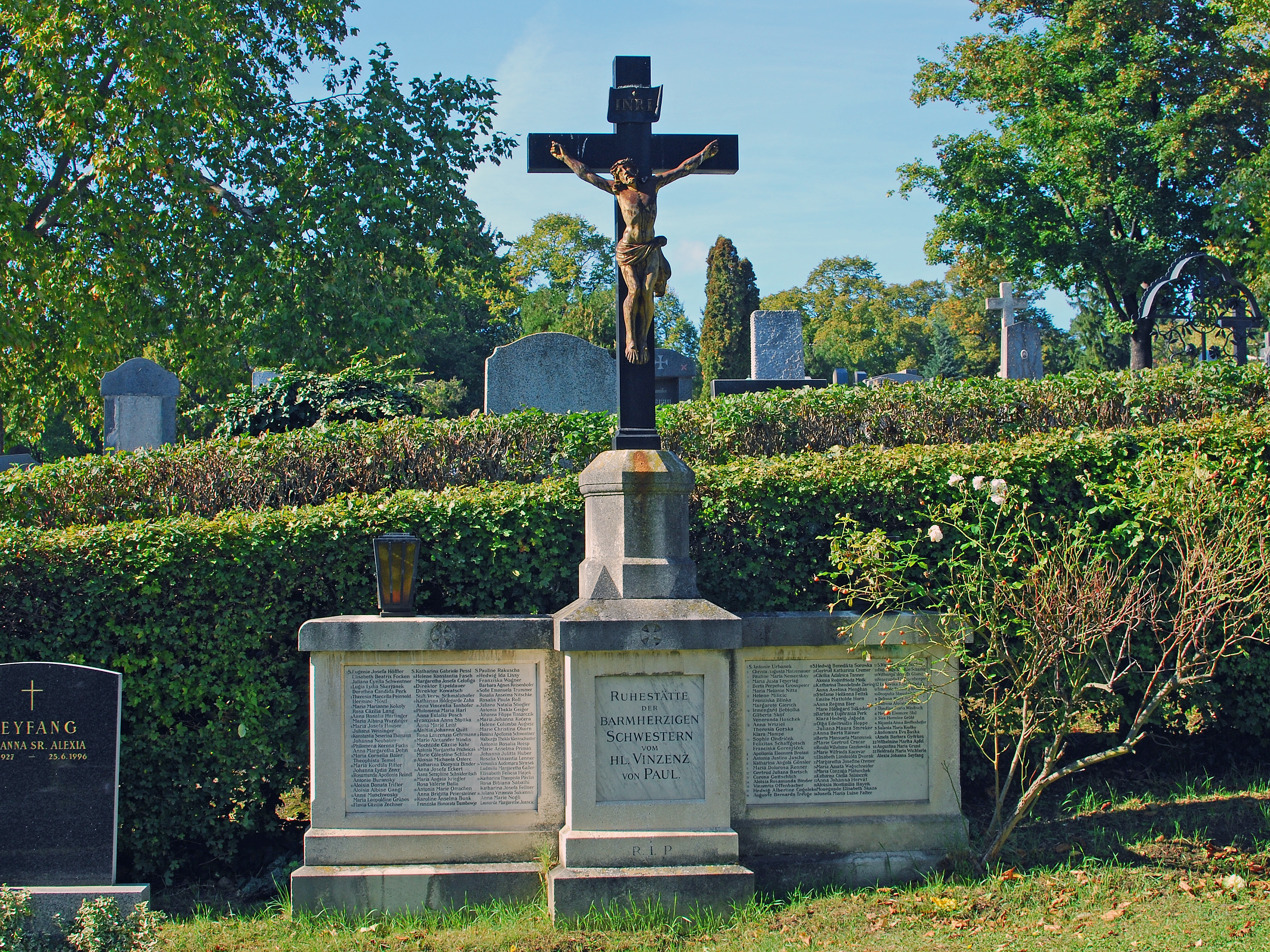
Ruhestätte der Barmherzigen Schwestern vom Heiligen Vinzenz von Paul

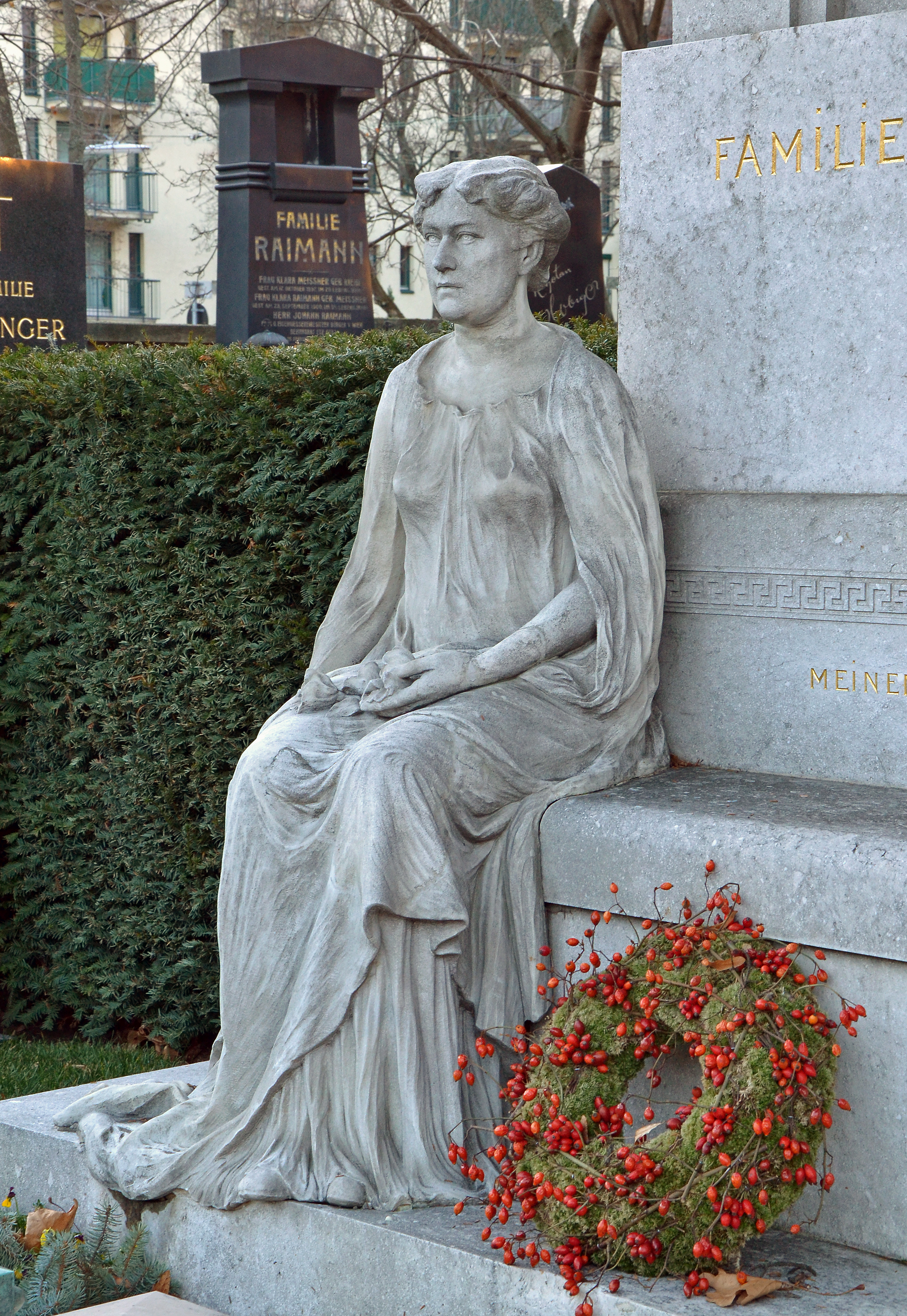
Grab der Familie Schrack

Der Hernalser Friedhof ist ein Friedhof im 17. Wiener Gemeindebezirk Hernals.

## Lage
Der Hernalser Friedhof liegt in Hernals nahe an der Grenze zum Bezirk Währing in den Katastralgemeinden Dornbach und Hernals, Leopold-Kunschak-Platz 7. Er wurde auf einem Abhang des Schafberges angelegt und grenzt an den Dornbacher Friedhof. Der Friedhof wird im Süden von der Alszeile und dem Leopold-Kunschak-Platz begrenzt, im Westen bildet der Grünbeckweg die Grenze zum Dornbacher Friedhof. Im Norden stößt der Friedhof an eine Kleingartensiedlung, im Osten verläuft die Grenze entlang der Vorortelinie zu einer Anlage der Magistratsabteilung 48 (Abfallwirtschaft, Straßenreinigung und Fuhrpark). Der Friedhof umfasst eine Fläche von 161.019 Quadratmeter und beherbergt 21.864 Grabstellen. Er ist der siebtgrößte Friedhof Wiens.

## Geschichte

### Alte Friedhöfe in Hernals
Der erste Hernalser Friedhof lag ursprünglich um die Kalvarienbergkirche. Im Zuge der Josephinischen Reformen wurde der Friedhof 1784 aufgelassen. Die ursprüngliche Nutzung als Friedhof trat noch 1894 zu Tage, als bei der Regulierung des Kirchplatzes Gebeine gefunden wurden.
Als Ersatz für den Friedhof um die Pfarrkirche wurde ein neuer Friedhof auf einem Feld „gegen Ottakring“ angelegt. Die Erweiterung des Friedhofs im Bereich des heutigen Lorenz-Bayer-Platzes erfolgte um 1830. Des Weiteren existierte ein separater Cholerafriedhof. Der eigentliche Friedhof wurde am 1. November 1872 geschlossen und in der Folge in eine Parkanlage verwandelt. Der Eingang des Friedhofs lag ursprünglich an jener Stelle, an der die Haslingergasse in den Platz einmündet. Das Leichenhaus wurde in ein Gärtnerhaus der Stadtgartenverwaltung adaptiert.

### Die Gründung des neuen Friedhofs
Den heute noch bestehende Friedhof ließ Hernals an einer Anhöhe errichten, die früher für den Weinbau genutzt worden war. Die Errichtung erfolgte zwischen 1870 und 1872 nach Plänen des Stadtbaumeisters Johann Pflaum. Die Weihung des Friedhofs wurde am 25. Oktober 1872 vorgenommen, die erste Beisetzung fand am 2. November 1872 statt. Das Denkmal des k. k. Feldmarschall Graf von Clerfait, ursprünglich auf dem Kalvarienberg beheimatet, ließ die Hernalser Gemeindevertretung 1883 auf den Friedhof verlegen.

### Friedhofserweiterungen
Der Friedhof umfasste 1891 49.080 Quadratmeter, wobei 5.580 Quadratmeter vom Totengräber zum Betriebe der Gärtnerei genutzt wurde. Bereits 1894 erfolgte die Erweiterung des Friedhofs um drei im Osten angrenzende, gemeindeeigene Grundstücke im Ausmaß von 7.527 Quadratmetern. Gleichzeitig gab es Überlegungen, künftige Erweiterungen zu unterlassen, da der Friedhof zunehmend von Wohngebieten umgeben war und man eine neuerliche Verlegung des Friedhofes andachte. Dennoch wurde der Friedhof 1898 durch die Erweiterung um kommunale Grundstücke sowie 1899 durch den Ankauf von Parzellen um 22.000 Quadratmeter vergrößert. 1902 beschloss die Gemeinde Wien eine zusätzliche Erweiterung des Friedhofareals und genehmigte den Ankauf von 13.635 Quadratmetern Grund. Zudem wurde im selben Jahr der Bau eines neuen Totengräberhauses sowie von zwei Totenkammern beschlossen. 1905 hatte der Friedhof seine Fläche bereits auf 97.291 Quadratmeter erhöht. Die Belegung war im frühen 20. Jahrhundert bereits so angestiegen, dass 1911 die Grabgebühr für Nichtzugewiesene, das heißt Verstorbene, die nicht im ehemaligen Vorort Hernals gelebt hatten, auf das Vierfache der Normalgebühr erhöht wurde. Um dem Platzmangel entgegenzuwirken, erweiterte die Gemeinde den Friedhof 1912 zudem neuerlich um rund 8.500 Quadratmeter gegen Westen, 1915 um 14.000 Quadratmeter und 1917 um weitere 12.000 Quadratmeter. 1930 stimmte der Gemeinderat einer weiteren Erweiterung zu.

### Der Friedhof nach dem Zweiten Weltkrieg
Zwischen 1945 und 1951 ließ die Friedhofsverwaltung die Aufbahrungshalle und das Verwaltungsgebäude renovieren sowie die beschädigte Einfriedung erneuern. Zudem wurden neue Einfriedungen errichtet. Auch die kriegsbedingt beschädigen Arkaden wurden renoviert, die zerstörten rechten Arkaden wiederaufgebaut. 1960, 1964 und 1967/68 erfolgte eine neuerliche Erweiterung des Friedhofs, ein Urnenhain wurde zwischen 1961 und 1962 auf einer Fläche von 2.500 Quadratmetern angelegt. Die Aufbahrungsräume ließ die Friedhofsverwaltung zwischen 1978 und 1979 neu gestalten, zwischen 2004 und 2006 war eine Generalsanierung aller Gebäude notwendig.

## Gebäude
Die Aufbahrungshalle wurde 1870 bis 1872 nach Plänen von Johann Pflaum in neugotischer Sichtziegelbauweise errichtet. Die Hauptfront der Aufbahrungshalle wird von gestaffelt vortretenden übergiebelten Verwaltungsgebäude flankiert. Die Aufbahrungshalle besitzt einen basilikalen Aufriss in Form eines Reliquienschreins über einem kreuzförmigen Grundriss. Das Bauwerk ist mit Spitzbogenportalen und -fenstern ausgestattet und verfügt über Maßfeldwerkfelder zwischen den Strebepfeilern, die mit reichen Steinfialen zwischen Balustraden ausgestattet wurden. Der Mittelschiefgiebel ist mit einer Maßwerkrosette geschmückt. An der Rückfront befindet sich ein Relief, das Christus in Glorie zwischen Moses und dem heiligen Johannes dem Evangelisten zeigt. Das Innere der Aufbahrungshalle besteht aus einer dreischiffigen, dreijochigen Pfeilerhalle in neogotischer Ausführung. Die Querachse ist beidseitig um drei Joche vergrößert. Das Innere der Aufbahrungshalle wurde zwischen 1978 und 1979 nach Plänen des Architekten Erich Boltenstern neu gestaltet. Einbauten ermöglichten ab 1979 die Abhaltung von Kremationsfeiern. Die Flügelaltäre schuf Hans Robert Pippal, die Bleiglasfenster und die Bleiverglasung der Eingangstore stammen von Hermann Bauch.
Anschließend an die Aufbahrungshalle wurden hangaufwärts rechtwinkelig neugotische Gruftarkaden errichtet. Die Arkaden sind ebenfalls in Sichtziegelbauweise ausgeführt und beherbergen überwiegend Stelen- oder Obeliskengräber. Teilweise wurde auch klassizistische und frühhistoristische Grabmäler vom alten Hernalser Friedhof weiterverwendet.

## Grabstätten bedeutender Persönlichkeiten

### Ehrenhalber gewidmete Gräber

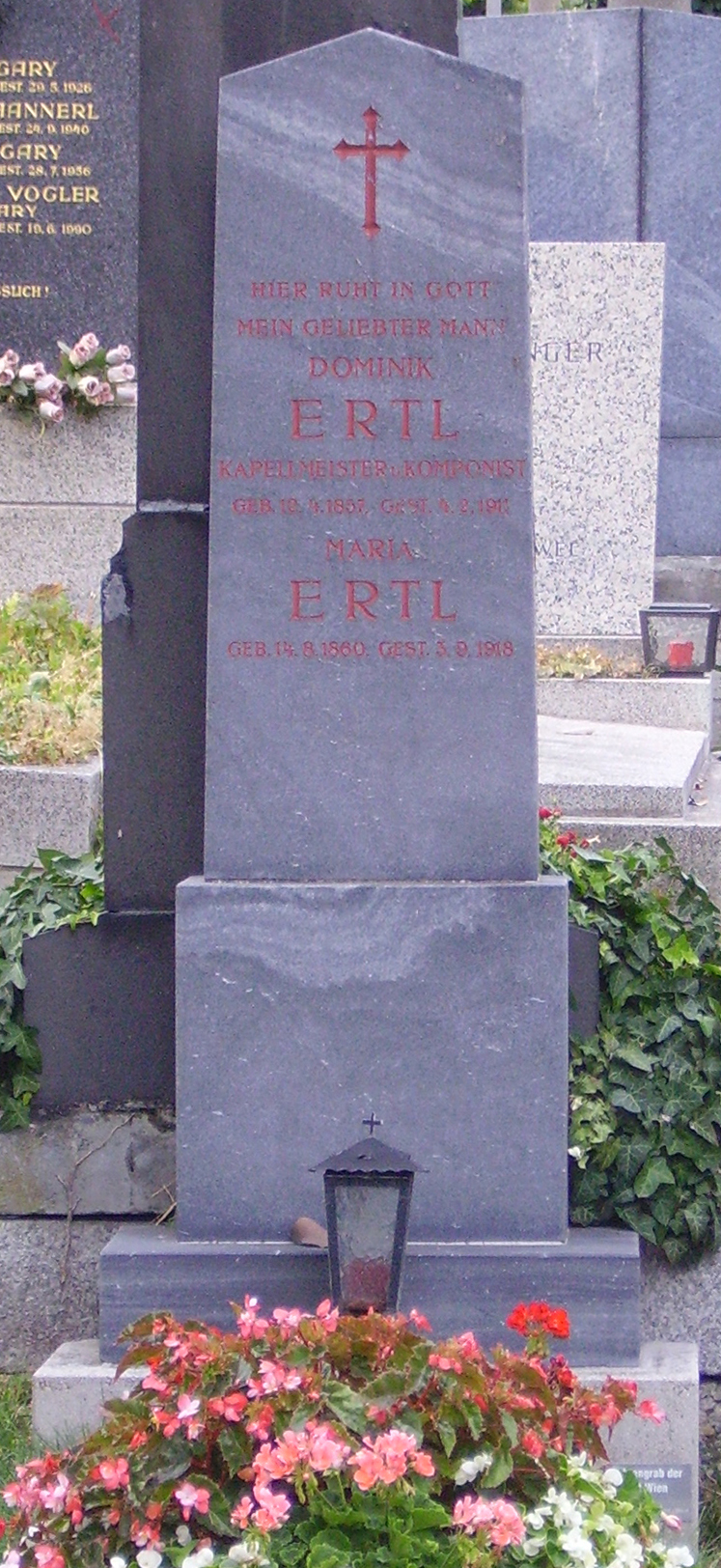
Grab von Dominik Ertl

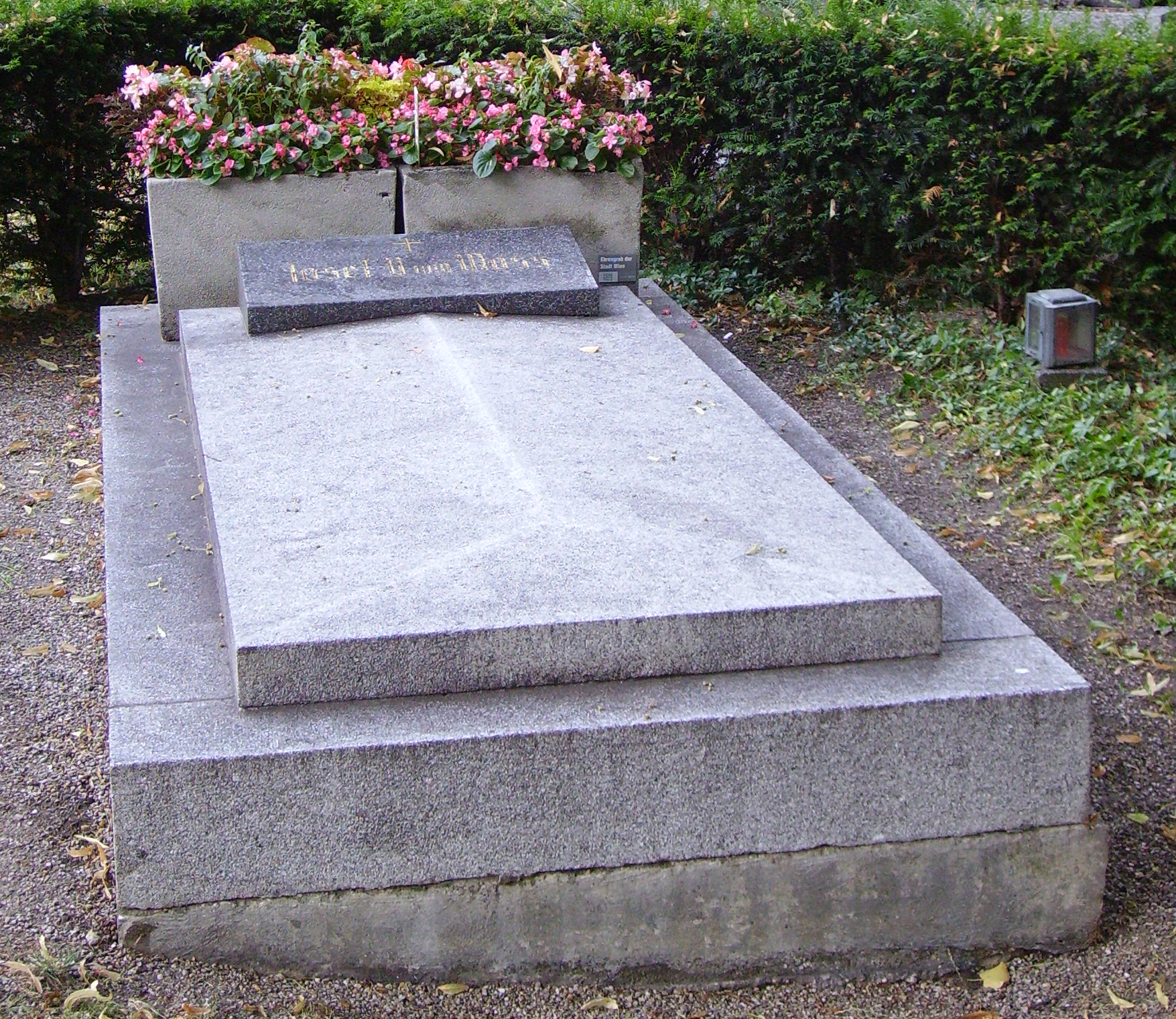
Grab von Josef Venantius von Wöss

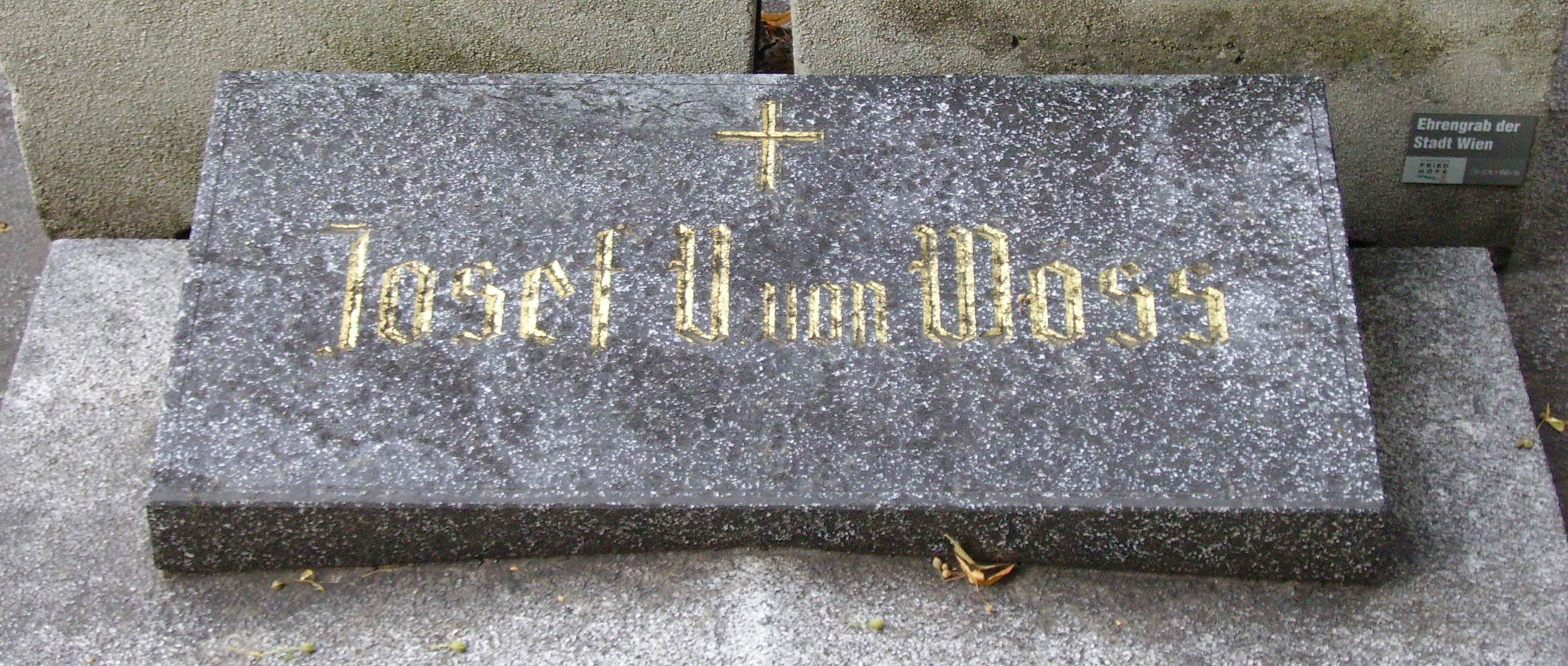
Detailansicht des Grabes von Wöss

Der Hernalser Friedhof weist 30 ehrenhalber gewidmete Gräber auf.
| Name                       | Lebensdaten | Tätigkeit                                       |
| -------------------------- | ----------- | ----------------------------------------------- |
| Leopold Anciczeski         | 1867–1937   | Oberdirektor der Staatslotterie                 |
| Günther Anders, geb. Stern | 1902–1992   | Schriftsteller und Philosoph                    |
| Konrad Bayer               | 1932–1964   | Schriftsteller                                  |
| Hans Bock                  | 1914–2002   | Vizebürgermeister                               |
| Josef Bratfisch            | 1847–1892   | Fiaker des Kronprinzen Rudolf                   |
| François Croix Clerfayt    | 1733–1798   | Feldmarschall                                   |
| Felix Czeike               | 1926–2006   | Historiker und Schriftsteller                   |
| Johann Georg Elterlein     | 1806–1882   | Bürgermeister von Hernals und Gastwirt          |
| Dominik Ertl               | 1857–1911   | Komponist und Kapellmeister                     |
| Theodor Escherich          | 1857–1911   | Kinderarzt, Hofrat                              |
| Betty Fischer              | 1887–1969   | Operettensängerin                               |
| Johann Georg Gsteu         | 1927–2013   | Architekt                                       |
| Ernst Happel               | 1925–1992   | Trainer der Fußballnationalmannschaft           |
| Ferdinand Hebra            | 1816–1880   | Dermatologe, Hofrat                             |
| Hans von Hebra             | 1847–1902   | Dermatologe                                     |
| Heinrich Hierhammer        | 1857–1936   | Vizebürgermeister                               |
| Leopold Holy               | 1899–1934   | Februaropfer 1934                               |
| Alois Kieslinger           | 1900–1975   | Geologe                                         |
| Walter Kinzl               | 1897–1980   | Beamter                                         |
| Hansi Lang                 | 1955–2008   | Sänger                                          |
| August Mayhsen             | 1811–1886   | Lottoamtsarchivar                               |
| Brigitte Neumeister        | 1944–2013   | Schauspielerin                                  |
| Anton Profes               | 1896–1976   | Filmkomponist                                   |
| Carl von Rokitansky        | 1804–1878   | Präsident der Akademie der Wissenschaften, Arzt |
| Ferdinand Sauter           | 1804–1854   | Dichter                                         |
| Marianne Schönauer         | 1920–1997   | Schauspielerin                                  |
| Gretl Schörg               | 1914–2006   | Sängerin und Schauspielerin                     |
| Eduard Schrack             | 1889–1979   | Erfinder und Industrieller                      |
| Johann Schrammel           | 1850–1893   | Musiker, Mitbegründer des Schrammelquartetts    |
| Josef Schrammel            | 1852–1895   | Musiker, Mitbegründer des Schrammelquartetts    |
| Rudolf Sigmund             | 1903–1976   | Stadtrat, Gemeinderat                           |
| Karl Swoboda               | 1882–1933   | Athlet, Gastwirt                                |
| Eduard Wehinger            | 1849–1905   | Volkssänger                                     |
| Michael Weihs              | 1802–1863   | Erster Bürgermeister von Hernals                |
| Josef Wimmer               | 1834–1903   | Schriftsteller                                  |
| Josef Veleta               | 1930–2011   | Politiker                                       |
| Josef von Wöss             | 1863–1943   | Komponist, Tonkünstler                          |
| Franz Zabusch              | 1902–1983   | Kustos des Hernalser Heimatmuseums              |

### Gräber weiterer Persönlichkeiten

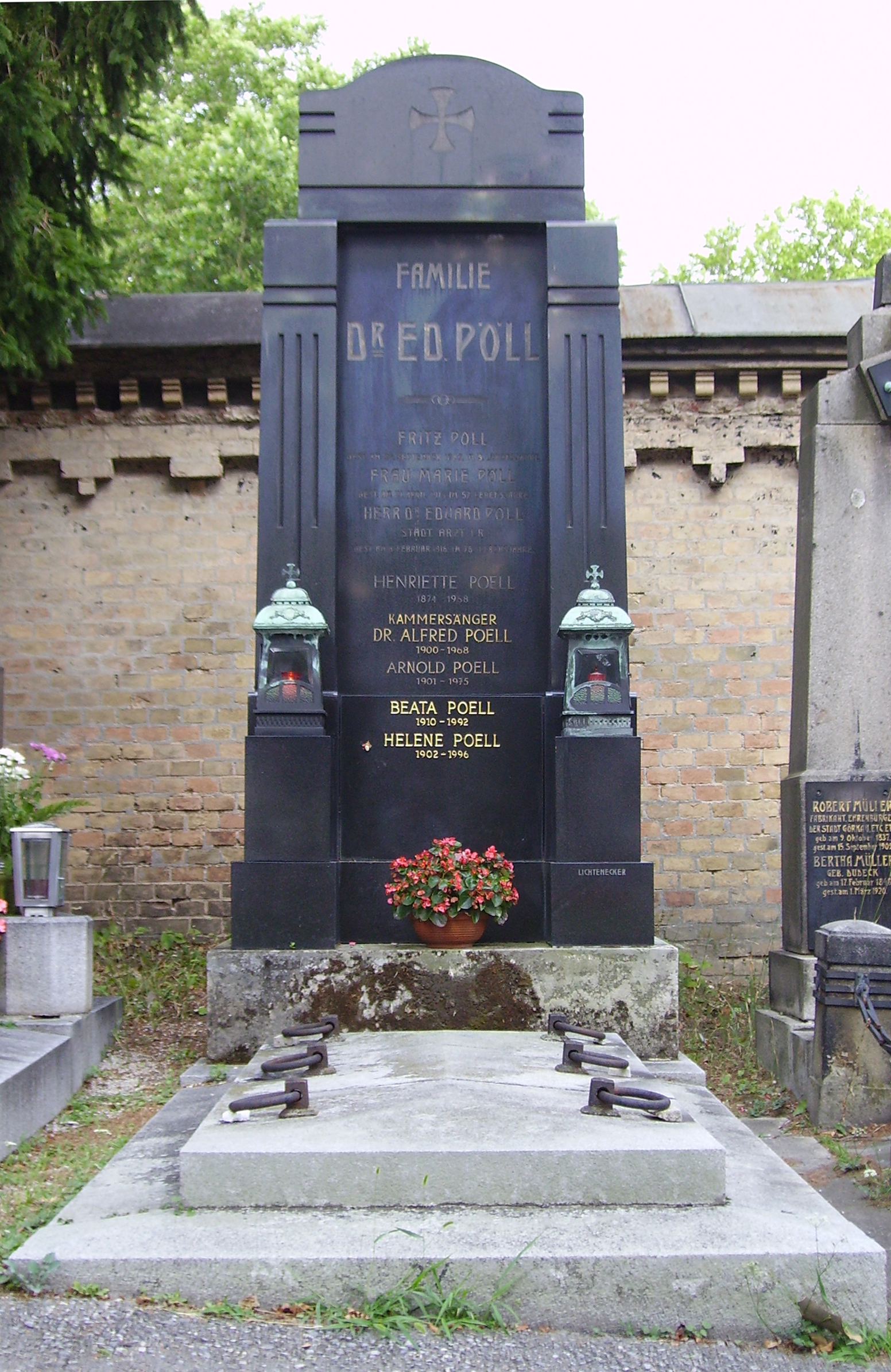
Grab von Alfred Poell

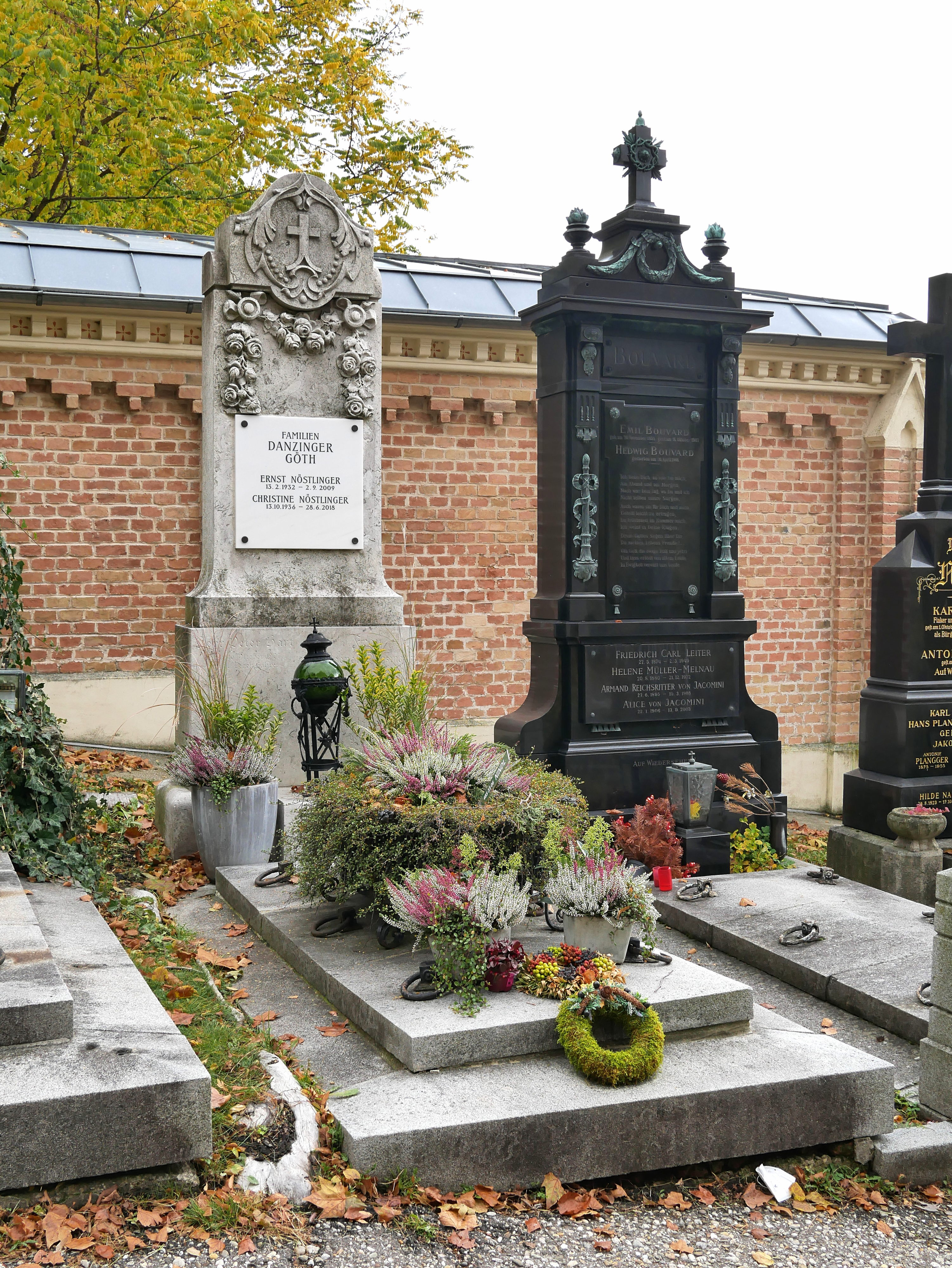
Grab von Christine Nöstlinger

Weitere bedeutende Persönlichkeiten, die am Hernalser Friedhof begraben sind:
| Name                    | Lebensdaten | Tätigkeit                             |
| ----------------------- | ----------- | ------------------------------------- |
| Franz Aigner            | 1882–1945   | Physiker                              |
| Herbert Amry            | 1939–1985   | Diplomat                              |
| Heinz Bachheimer        | 1939–2015   | Unternehmer                           |
| Fritz Bock              | 1911–1993   | Handelsminister und Vizekanzler       |
| Nino Borghi             | 1918–1994   | Szenenbildner                         |
| Gusti Bretschneider     | 1908–2001   | Schriftstellerin                      |
| Peter Broucek           | 1938–2023   | Historiker                            |
| Rudolf Burger           | 1938–2021   | Philosoph                             |
| Bruno Dallansky         | 1928–2008   | Schauspieler                          |
| Otto Eckl               | 1922–1993   | Tischtennisspieler                    |
| Hans Ehgartner          | 1910–1999   | Politiker                             |
| Eduard Engelmann junior | 1864–1944   | Ingenieur                             |
| Helene Engelmann        | 1898–1985   | Eiskunstläuferin                      |
| Erich Exel              | 1889–1954   | Politiker                             |
| Kurt Falk               | 1933–2005   | Medienunternehmer                     |
| Josef Fleischmann       | 1867–1925   | Maler, Zeichner und Lithograph        |
| Harry Fuss              | 1913–1996   | Schauspieler                          |
| Robert Göbl             | 1919–1997   | Numismatiker                          |
| Herbert Gottweis        | 1958–2014   | Politikwissenschaftler                |
| Rudolf Grill            | 1910–1987   | Geologe                               |
| Adolf Gruber            | 1920–1994   | Langstreckenläufer                    |
| Anna-Maria Haas         | 1909–1996   | Gerechte unter den Völkern            |
| Willibald Hahn          | 1910–1999   | Fußballspieler                        |
| Hella Hanzlik           | 1912–2005   | Politikerin                           |
| Emil Hardt              | 1842–1929   | k. k. Sektionschef                    |
| Otto Hartmann           | 1904–1994   | Schauspieler und Gestapo-Informant    |
| Rosa Heinz              | 1922–2010   | Politikerin                           |
| Gunnar Hering           | 1934–1994   | Historiker und Neogräzist             |
| Erich Hof               | 1936–1995   | Fußballspieler und Trainer            |
| Norbert Hof             | 1944–2020   | Fußballspieler                        |
| Leopold Hofman          | 1905–1976   | Fußballspieler                        |
| Hans Jiricek            | 1888–1959   | Politiker (SPÖ)                       |
| Horst Knapp             | 1925–1996   | Wirtschaftsjournalist                 |
| Emil Kralik             | 1864–1906   | Journalist, Satiriker                 |
| Hansi Lang              | 1955–2008   | Sänger und Schauspieler               |
| Josef Lechthaler        | 1891–1948   | Musikpädagoge                         |
| Sylvia Manas            | 1948–1977   | Schauspielerin                        |
| Fritz Martinz           | 1924–2002   | Maler und Grafiker                    |
| Elly Naschold           | 1927–1985   | Schauspielerin                        |
| Christine Nöstlinger    | 1936–2018   | Kinder- und Jugendbuchautorin         |
| Walter Pass             | 1942–2001   | Musikwissenschaftler                  |
| Anton Perwein           | 1911–1981   | Feldhandballspieler                   |
| Hellmuth Petsche        | 1923–2017   | Neurologe                             |
| Christian Pilnacek      | 1962–2023   | Jurist                                |
| Teddy Podgorski         | 1935–2024   | Journalist                            |
| Rudolf Pöder            | 1925–2013   | Gewerkschafter, Nationalratspräsident |
| Alfred Poell            | 1900–1968   | Opern- und Konzertsänger              |
| Wolfgang Pollak         | 1915–1995   | Sprachwissenschaftler                 |
| Walter Pongratz         | 1912–1990   | Heimatforscher                        |
| Richard Pöttschacher    | 1904–2008   | Wienerliedsänger                      |
| Kurt Preger             | 1907–1960   | Operettensänger                       |
| Othmar Preining         | 1927–2007   | Physiker                              |
| Gerhard Renner          | 1952–2008   | Bibliothekar                          |
| Hans von Rokitansky     | 1835–1909   | Kammersänger                          |
| Hans Schabes            | 1883–1960   | Politiker                             |
| Karl Schäfer            | 1909–1976   | Eiskunstläufer                        |
| August Schaffer         | 1905–1986   | Radrennfahrer                         |
| Helmuth Schattovits     | 1939–2015   | Betriebswirt                          |
| Josef Schmalzhofer      | 1835–1920   | Baumeister                            |
| Heinrich Schmelz        | 1930–2024   | Politiker                             |
| Jürgen E. Schmidt       | 1937–2010   | Musikproduzent                        |
| Hans Schneider          | 1913–1993   | Eishockeyspieler                      |
| Marianne Schönauer      | 1920–1997   | Schauspielerin                        |
| Hans Schwanda           | 1904–1983   | Alpinist                              |
| Steffi Seiler-Warning   | 1920–2005   | Schauspielerin                        |
| Viktor Seiller          | 1880–1969   | k.u.k. Offizier                       |
| Fritz Seipelt           | 1915–1981   | Fußballschiedsrichter                 |
| Leopold Simony          | 1859–1929   | Architekt                             |
| Elisabeth Stepanek      | 1952–1995   | Schauspielerin                        |
| Otto Stuppacher         | 1947–2001   | Autorennfahrer                        |
| Karin Sulimma           | 1962–2011   | Künstlerin                            |
| Josef Traindl           | 1947–2008   | Jazz- und Improvisationsmusiker       |
| Johannes Twaroch        | 1928–2023   | Schriftsteller                        |
| Lothar Ulsaß            | 1940–1999   | Fußballspieler                        |
| Karl Wache              | 1887–1973   | Bibliothekar                          |
| Ernst Weiss             | 1912–1997   | Boxer                                 |
| Hubert Wingelbauer      | 1915–1987   | General der Infanterie                |
| Kurt Wöss               | 1914–1983   | Dirigent                              |
| Margareta Wöss          | 1921–1999   | Musikwissenschaftlerin                |
| Herbert Zdarzil         | 1928–2008   | Pädagoge                              |